# نیوپورت (واشینگتن)
نیوپورت (به انگلیسی: Newport) شهری در شهرستان پند اوریل ایالت واشنگتن است که در سرشماری سال ۲۰۱۰ میلادی، ۲۱۲۶ نفر جمعیت داشته است. 